# العلاقات الأرجنتينية البلجيكية
العلاقات الأرجنتينية البلجيكية هي العلاقات الثنائية التي تجمع بين الأرجنتين وبلجيكا.

## مقارنة بين البلدين
هذه مقارنة عامة ومرجعية للدولتين:
| وجه المقارنة                                              | الأرجنتين                                               | بلجيكا                                                                              |
| --------------------------------------------------------- | ------------------------------------------------------- | ----------------------------------------------------------------------------------- |
| المساحة (كم2)                                             | 2.78 مليون                                              | 30.53 ألف                                                                           |
| عدد السكان (نسمة)                                         | 44.27 مليون                                             | 11.37 مليون                                                                         |
| الكثافة السكانية (ن./كم²)                                 | 15.92                                                   | 372.42                                                                              |
| العاصمة                                                   | بوينس آيرس                                              | بروكسل                                                                              |
| اللغة الرسمية                                             | اللغة الإسبانية                                         | اللغة الهولندية، لغة فرنسية، اللغة الألمانية                                        |
| العملة                                                    | البيزو الأرجنتيني 1983 ‏، بيزو أرجنتيني، أسترال أرجنتيني | يورو، فرنك بلجيكي                                                                   |
| الناتج المحلي الإجمالي (بليون دولار)                      | 637.59 مليار                                            | 492.68 مليار                                                                        |
| الناتج المحلي الإجمالي (تعادل القوة الشرائية) بليون دولار | 883.02 مليار                                            | 514.74 مليار                                                                        |
| الناتج المحلي الإجمالي الاسمي للفرد دولار أمريكي          | 13.43 ألف                                               | 40.32 ألف                                                                           |
| الناتج المحلي الإجمالي للفرد دولار أمريكي                 |                                                         | 43.44 ألف                                                                           |
| مؤشر التنمية البشرية                                      | 0.827                                                   | 0.890                                                                               |
| رمز المكالمات الدولي                                      | +54                                                     | +32                                                                                 |
| رمز الإنترنت                                              | .ar                                                     | .be                                                                                 |
| المنطقة الزمنية                                           | 00                                                      | توقيت وسط أوروبا، ت ع م+01:00، ت ع م+02:00، توقيت وسط أوروبا الصيفي، أوروبا/بروكسل ‏ |

## منظمات دولية مشتركة
يشترك البلدان في عضوية مجموعة من المنظمات الدولية، منها:
| علم المنظمة | اسم المنظمة                               | تاريخ انضمام الأرجنتين | تاريخ انضمام بلجيكا |
| ----------- | ----------------------------------------- | ---------------------- | ------------------- |
|             | منظمة التجارة العالمية                    | ?                      | ?                   |
|             | الأمم المتحدة                             | 24 أكتوبر 1945         | 27 ديسمبر 1945      |
|             | الاتحاد الدولي للاتصالات                  | 1889                   | 1866                |
|             | مجموعة أستراليا                           | 1993                   | 1985                |
|             | يونسكو                                    | 15 سبتمبر 1948         | 29 نوفمبر 1946      |
|             | الاتحاد البريدي العالمي                   | ?                      | ?                   |
|             | مؤسسة التنمية الدولية                     | 3 أغسطس 1962           | 2 يوليو 1964        |
|             | منظمة حظر الأسلحة الكيميائية              | ?                      | ?                   |
|             | نظام تحكم تكنولوجيا القذائف               | 1993                   | 1990                |
|             | وكالة ضمان الاستثمار متعدد الأطراف        | 11 فبراير 1992         | 18 سبتمبر 1992      |
|             | منظمة الشرطة الجنائية الدولية             | ?                      | ?                   |
|             | مؤسسة التمويل الدولية                     | 13 أكتوبر 1959         | 27 ديسمبر 1956      |
|             | المنظمة الهيدروغرافية الدولية             | ?                      | ?                   |
|             | البنك الدولي للإنشاء والتعمير             | 20 سبتمبر 1956         | 27 ديسمبر 1945      |
|             | الفريق المعني برصد الأرض                  | ?                      | ?                   |
|             | البنك الإفريقي للتنمية                    | ?                      | ?                   |
|             | مجموعة الموردين النوويين                  | ?                      | ?                   |
|             | المركز الدولي لتسوية المنازعات الاستشارية | 18 نوفمبر 1994         | 26 سبتمبر 1970      |

## أعلام
هذه قائمة لبعض الشخصيات التي تربطها علاقات بالبلدين:
- ألفريدو روخاس (لاعب كرة قدم أرجنتيني، 20 فبراير 1937 – )
- ماسو إدواردو (لاعب كرة مضرب بلجيكي، 11 يناير 1964 – )
- ناتاليا فيربيك (ممثلة إسبانية، 23 فبراير 1975 – )

## وصلات خارجية
- موقع وزارة الخارجية الأرجنتينية
- موقع وزارة الخارجية البلجيكية